# Византийская лира
Византийская лира или лира (греч. λύρα) — средневековый смычковый струнный музыкальный инструмент, использовавшийся в Византийской (Восточной Римской) империи. В наиболее распространённом варианте лира представляла собой грушевидный инструмент с тремя-пятью струнами, который музыкант держал вертикально и играл, прижимая струны ногтями. Первое известное изображение инструмента найдено на византийской шкатулке из слоновой кости (900—1100 гг. н. э.), хранящейся в Барджелло во Флоренции (Museo Nazionale, Florence, Coll. Карранд, № 26). Разновидности византийской лиры до сих пор существуют на бывших землях Византийской империи: в Греции (Politiki lyra, букв. «Лира города», то есть Константинополя), Крите (Критская лира), Албании, Черногории, Сербии, Болгарии, Северной Македонии, Хорватии (далматинская лира), Италии (калабрийская лира) и Армении. 

## История
Наиболее вероятное происхождение византийской лиры от грушевидной пандуры, но дополненная смычком. Первое письменное упоминание об инструменте встречается у персидского географа IX века Ибн Хордадбеха (ум. в 911 г.); в своём обсуждении инструментов он назвал лиру (луру) типичным инструментом византийцев наряду с ургуном (орган), шиляни (вероятно, разновидность арфы или лиры) и саланджем (вероятно, волынка). Вместе с арабским ребабом лира считается прародительницей европейских смычковых инструментов.
Лира получила широкое распространение вдоль византийских торговых путей, связывавших три континента; в XI и XII веках европейские писатели использовали термины «скрипка» и «лира» как синонимы смычковых инструментов. Одновременно с этим в Западную Европу был завезён рабаб, смычковый струнный инструмент арабского мира, и оба инструмента широко распространились по Европе, породив различные европейские смычковые инструменты, такие как средневековый ребек, скандинавский и исландский талхарпа. Ярким примером является итальянская лира да браччо смычковый струнный инструмент XV века, который многие считают предшественником современной скрипки.

## Терминология
С морфологической точки зрения византийская лира принадлежит к семейству смычковых лютней; однако название лира (греч. λύρα ~ lūrā, англ. lyre) представляет собой пережиток терминологии, относящийся к исполнительскому методу древнегреческого инструмента. Использование термина «лира» для обозначения смычкового инструмента было впервые зарегистрировано в IX веке, вероятно, как применение термина «лира» для струнного музыкального инструмента классической античности к новому смычковому струнному инструменту. Византийскую лиру иногда неофициально называют средневековой скрипкой, или грушевидным ребеком, или кеманче — термины, которые сегодня можно использовать для обозначения общей категории аналогичных струнных инструментов, на которых играют смычком из конского волоса.

## Характеристики
Византийская лира имела задние колышки, аналогично средневековой скрипке и в отличие от ребаба и ребека. Тем не менее, музыканты прижимали струны ногтями сбоку, а не давили сверху плотью пальца, как в скрипке. Лира, изображённая на византийской шкатулке из слоновой кости в Museo Nazionale, Флоренция (900—1100 гг. н. э.), имеет две струны и грушевидный корпус с длинной и узкой шейкой. Дека изображена без звуковых отверстий, как отдельная прикреплённая деталь. Новгородские лиры (1190 г. н. э.) морфологически ближе к нынешним изогнутым лирам (см. Галерею): они имели грушевидный корпус около 40 см длиной; у них были полукруглые звуковые отверстия и держатель для трёх струн. Средняя струна служила гудком, когда перебирали другие пальцем или ногтем, вниз или в сторону от струны, поскольку не было грифа, к которому можно было бы прижать их: метод, дающий ноты столь же чётко, как скрипка, и применявшийся как в азиатских лирах, так и на нынешних смычковых инструментах в поствизантийских регионах, таких как критская лира.

## В наши дни
Лира Византийской империи сохранилась во многих поствизантийских регионах до наших дней, даже близко к своей архетипической форме. Примеры — лира Политики (то есть лира Полиса или Константинополя) (греч. πολίτικη λύρα), также известный как классический кеменче (тур. Klasik kemençe или тур. Armudî kemençe) из Константинополя, используемый в сегодняшней Турции и Греции, критская лира (греч. κρητική λύρα) и тот, который использовался на греческих островах Додеканеса, гадулка (болг. Гъдулка) в Болгарии, гусле в Сербии и Черногории, калабрийская лира (итал. lira Calabrese) в Италии и понтийская лира (греч. ποντιακή λύρα; тур. Karadeniz kemençe) в понтийских греческих общинах, которые существовали (или всё ещё существуют) вокруг берегов Чёрного моря. Гудок, исторический русский инструмент, дошедший до XIX века, также является разновидностью византийской лиры.
Подобно лирам, найденным в Новгороде, критская лира, гадулка, калабрийская лира и греческие лиры Карпатоса, Македонии, Фракии и горы Олимп изготовлены из единого деревянного блока, представлявшего собой грушевидное тело. Слегка закругленное тело лиры продолжается шейкой, заканчивающейся на вершине блоком, который также имеет грушевидную или сферическую форму. При этом устанавливаются колышки, обращённые вперёд и выступающие вперед. Дека также имеет более мелкую арку и два небольших полукруглых D-образных звуковых отверстия. Критская лира, вероятно, является наиболее широко используемой сохранившейся формой византийской лиры, за исключением того, что на Крите на конструкцию инструмента сильнее повлияла скрипка. В настоящее время многие модели лиры имеют  форму свитка, накладки для пальцев и другие второстепенные элементы скрипки.
Современные варианты лиры настраиваются по-разному: Ля - Ре - Соль (или a - d - g, то есть по квинтам) на критской лире; Ля - Ре - Соль (или a - d - g, где Соль [= g] на чистую кварту выше, чем Ре [= d], а не на квинту ниже) во Фракии, на Карпатосе и Додеканесе; Ля - Ля - Ми (a - a - e, со вторым Ля [= a] на октаву ниже) в Драме; Ми - Соль - Ми (e - g - e, то есть малая терция и большая секста) на гадулке; Ля - Ре - Ля (a - d - a, квинта и кварта) на классическом кеменче. 

## Галерея

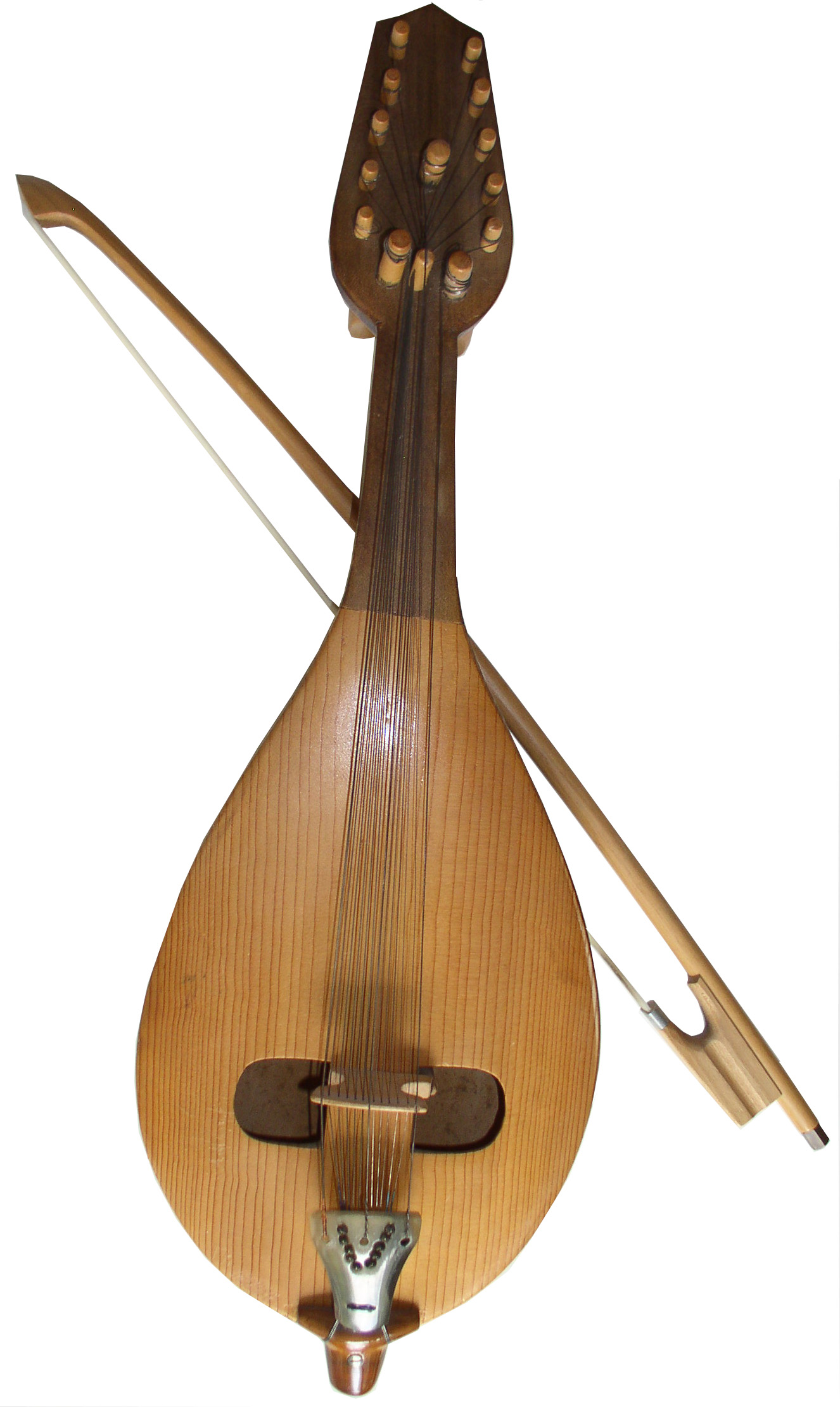
Болгарская гадулка
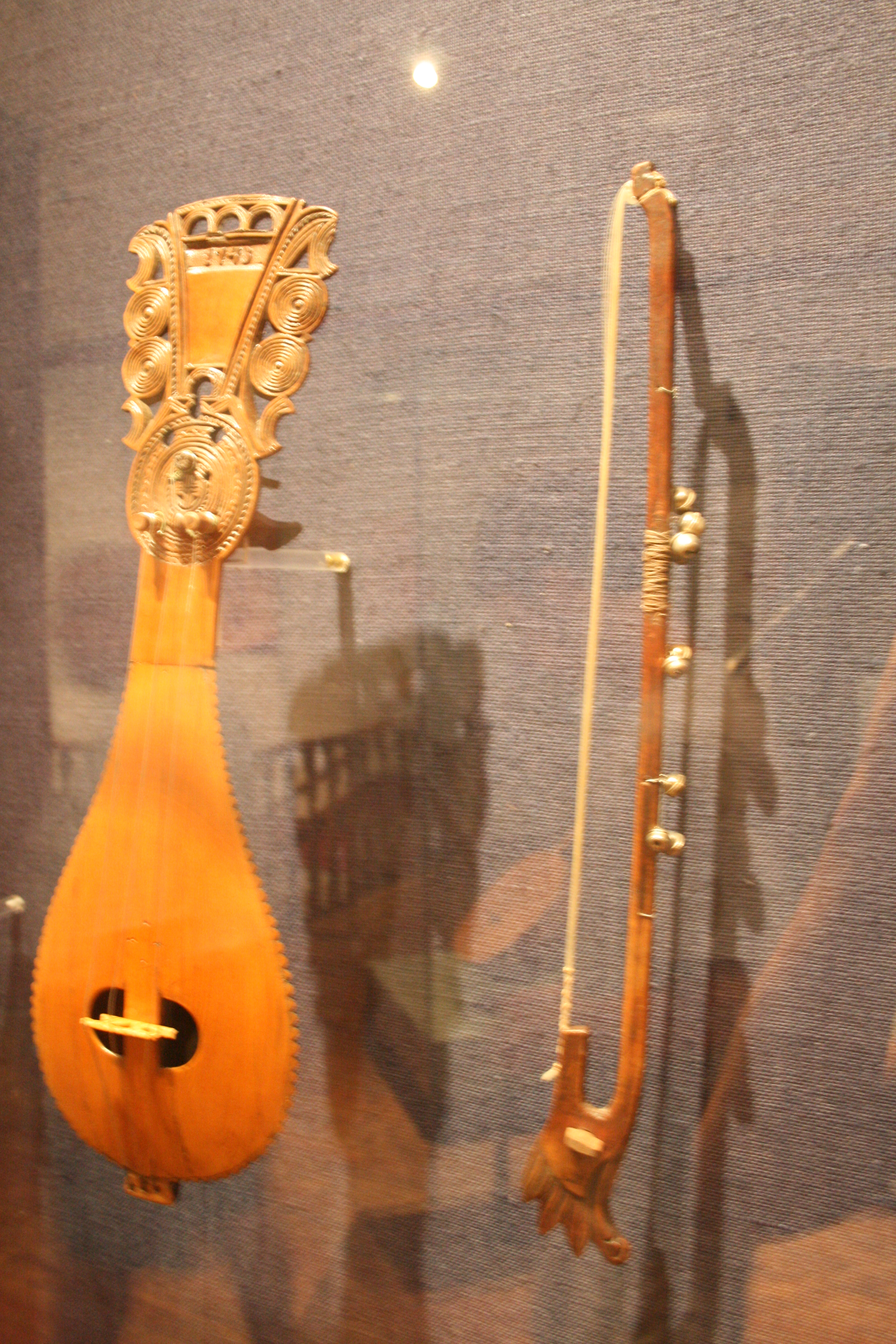
Критская лира
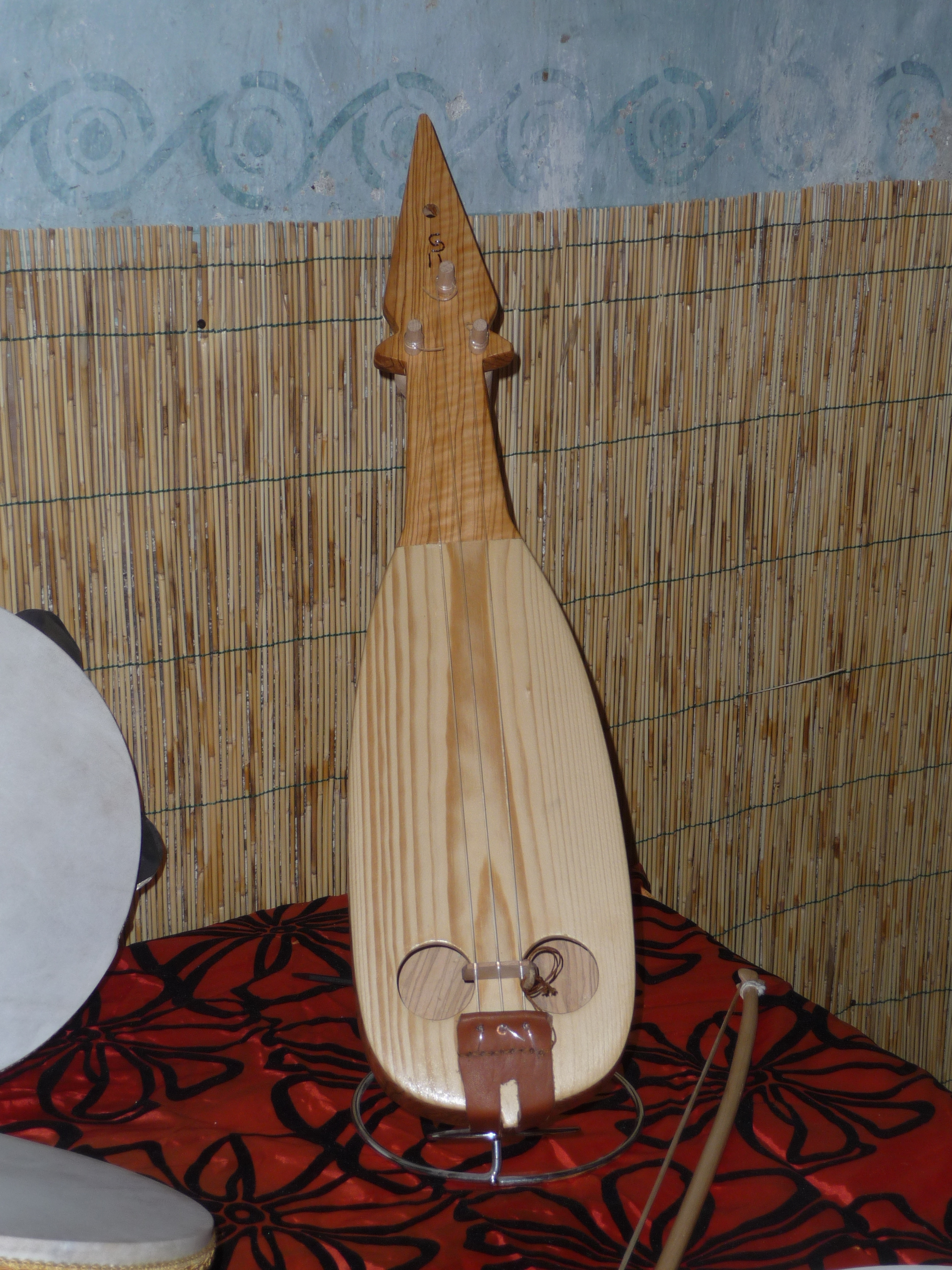
Калабрийская лира
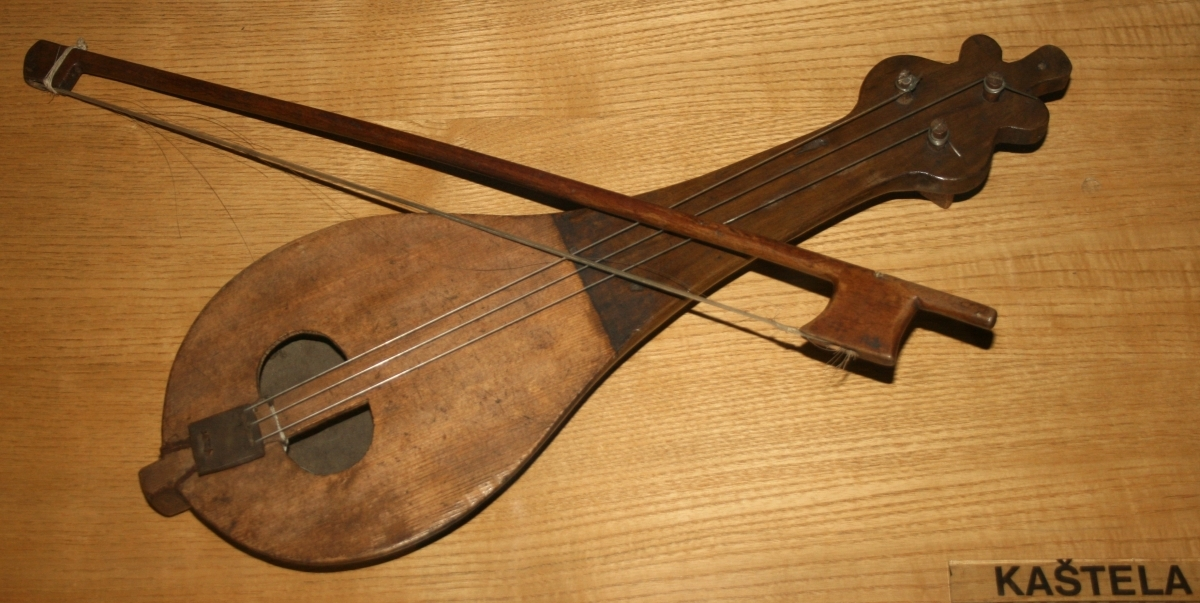
Лиерика из Далмации
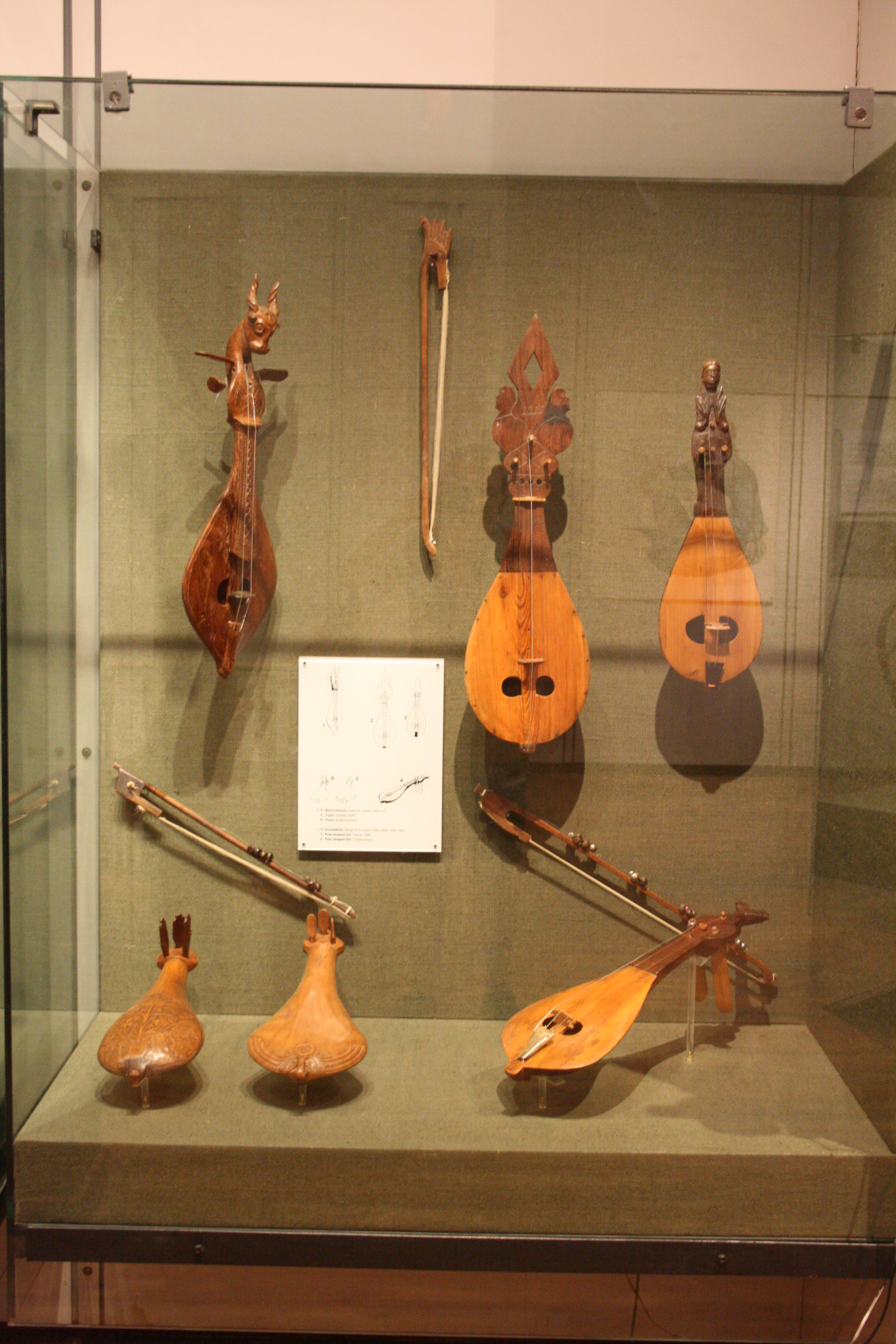
Различные виды критской лиры в Музее греческих народных инструментов в Афинах